# Kjosfossen

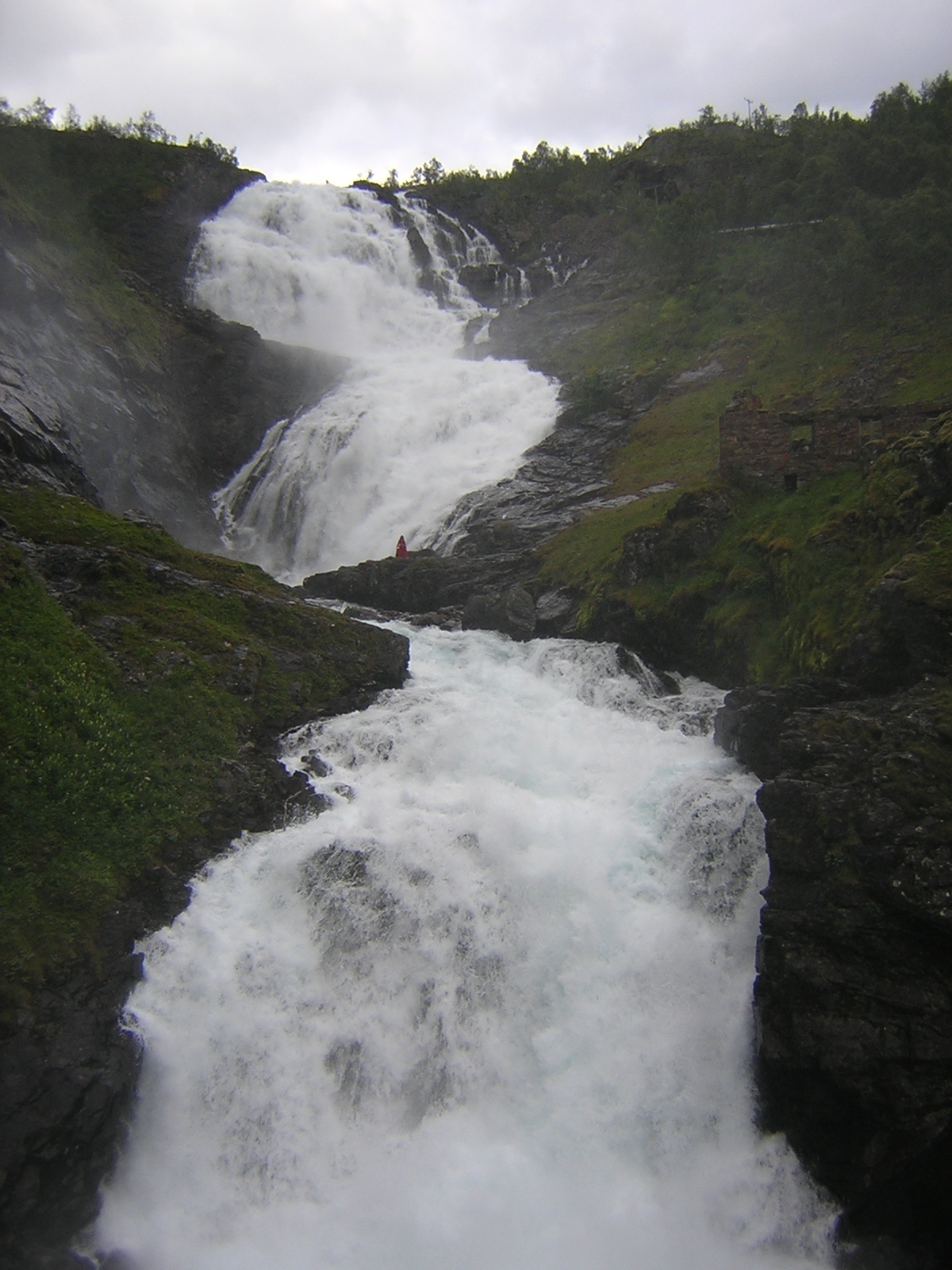
Kjosfossen-Wasserfall

Der  Kjosfossen ist ein sagenumwobener Wasserfall in Norwegen. Er gehört zur Gemeinde Aurland in der Provinz Vestland und liegt direkt an der Flåmsbahn. 1951 wurde in der Nähe des Wasserfalls ein Halteplatz für die Bahn errichtet, damit die Reisenden den Zug verlassen können, um den Wasserfall zu besichtigen. Der Halteplatz liegt etwa vier Kilometer von der Bahnstation Myrdal entfernt in einer Höhe von 670 Metern über dem Meer.
Während der Hauptreisezeit im Sommer erscheinen bei der Einfahrt des Zuges Huldras (norw. Huldrene), die einen Tanz am Wasserfall aufführen. Die Darstellerinnen sind Studentinnen der norwegischen Ballettschule.